# Torre del Negret
La Torre del Negret és una construcció que està situada a uns dos quilòmetres de la població de Beneixama, a la vora dreta de la carretera en direcció Beneixama-Banyeres de Mariola. Forma part d'un edifici situat a la partida de "La Torre", i rep el mateix nom. En tractar-se d'una propietat privada, no és visitable. La torre és d'època almohade i es troba en un estat acceptable de conservació. Tanmateix, el seu aspecte extern està molt desfigurat perquè ha estat emblanquinada amb calç al llarg de molts anys. Les seues dimensions són semblants a les de la Torre de Beneixama. La seua alçada, però, és superior a aquesta. Es va declarar B.I.C. el 1985.